# Bare (Posušje, BiH)
Bare su naseljeno mjesto u općini Posušje, Federacija Bosne i Hercegovine, BiH.

## Povijest
Iz naseljenog mjesta Bare 2005. godine izdvajeno je naseljeno mjesto Masna Luka.

## Stanovništvo

### 1991.
Nacionalni sastav stanovništva 1991. godine, bio je sljedeći:
ukupno: 1
- Hrvati - 1

### 2013.
Na popisu 2013. godine Bare su bile bez stanovinika.

## Vanjske poveznice
- Satelitska snimka  Arhivirana inačica izvorne stranice od 14. veljače 2021. (Wayback Machine)